# Франсинополис

Франсинополис на карте штата.

Франсинополис (порт. Francinópolis) — муниципалитет в Бразилии, входит в штат Пиауи. Составная часть мезорегиона Северо-центральная часть штата Пиауи. Входит в экономико-статистический микрорегион Валенса-ду-Пиауи. Население составляет 5235 человек на 2010 год. Занимает площадь 268,702 км². Плотность населения — 19,48 чел./км².

## Демография
Согласно сведениям, собранным в ходе переписи 2010 г. Национальным институтом географии и статистики (IBGE), население муниципалитета составляет:
| Полное население                               | Полное население                               | Полное население                               | Полное население                               | 5235  |
| ---------------------------------------------- | ---------------------------------------------- | ---------------------------------------------- | ---------------------------------------------- | ----- |
| в том числе:                                   | Городское население                            | 3275                                           | Процент городского населения, %                | 62,56 |
|                                                | Сельское население                             | 1960                                           | Процент сельского населения, %                 | 37,44 |
|                                                | Мужское население                              | 2558                                           | Процент мужского населения, %                  | 48,86 |
|                                                | Женское население                              | 2677                                           | Процент женского населения, %                  | 51,14 |
| Плотность населения, чел/км²                   | Плотность населения, чел/км²                   | Плотность населения, чел/км²                   | Плотность населения, чел/км²                   | 19,48 |
| Население муниципалитета в % к населению штата | Население муниципалитета в % к населению штата | Население муниципалитета в % к населению штата | Население муниципалитета в % к населению штата | 0,17  |

По данным оценки 2016 года, население муниципалитета составляет 5267 жителей.

## Статистика
- Валовой внутренний продукт на 2003 год составляет 7 026 543,00 реалов (данные: Бразильский институт географии и статистики).
- Валовой внутренний продукт на душу населения на 2003 год составляет 1343,25 реалов (данные: Бразильский институт географии и статистики).
- Индекс развития человеческого потенциала на 2000 год составляет 0,549 (данные: Программа развития ООН).